# Ancistrus claro
Espèce
Ancistrus claro est une espèce de poissons-chats.
Il atteint une taille de sept centimètres maximum. Tel Ancistrus caucanus, sa petite taille est particulièrement adaptée au petits bacs. Il serait présent dans tout le bassin du rio Cuiaba, du Paraguay jusqu'au Brésil.